# Ilse De Meulemeester
Ilse De Meulemeester (Asse, 19 mei 1971) is een Belgisch televisieomroepster en voormalig Miss België.

## Jeugd en opleiding
Ilse De Meulemeester is de jongste in een gezin met vijf kinderen. Haar moeder Lydie Blondiau is uitbaatster van een hotel in Dilbeek dat Ilse ieder seizoen mag decoreren. Van kindsbeen af is ze al erg gepassioneerd voor interieurdecoratie. In 1990 werkt ze haar studies Latijn-Grieks af. Daarna studeert ze hotelmanagement.

## Loopbaan
Nadat haar broer Luc, De Meulemeesters latere manager, haar had ingeschreven voor de preselecties, werd ze in 1994 verkozen tot Miss België. Na deze uitverkiezing werd ze omroepster bij de Belgische televisiezender VTM. in 1995 eindigt ze zesde op de Miss World-verkiezing in  in het Zuid-Afrikaanse Sun City, de beste prestatie ooit voor een Belgisch meisje.
In 1996 startte ze haar eigen stoffen- en interieurzaak 'Tissus du Sablon' op de Zavel in Brussel. Kort daarna opent ze een tweede vestiging in Antwerpen. In 2000 sluit ze haar winkel in Brussel en opent er een in Brugge. 
Daarnaast was ze te zien als vaste assistente naast kok Piet Huysentruyt in Lekker Thuis op VTM en maakt ze haar filmdebuut in Team Spirit van Jan Verheyen.
Eind 2003 stopte De Meulemeester met omroepen op VTM en stapte ze over naar VT4, waar ze Huizenjacht, The Bachelor en het survivalprogramma Stanley's Route presenteerde.
Eind 2005 kreeg De Meulemeester te horen dat ze leed aan lymfeklierkanker. Nadat ze hiervan begin mei 2006 hersteld was, doet ze haar twee interieurwinkels van de hand en start ze in Antwerpen een lifestyle conceptwinkel dat adviezen verleent over exclusieve binnenhuisdecoratie met luxe-artikelen.
In 2007 werd Janssens, als baas van signalisatiebedrijf 'NV Group Janssens' ook wel de 'keizer van de wegwijzer' genoemd, in verdenking gesteld van onder meer corruptie (omkoping van ambtenaren), fiscale fraude, prijsafspraken met concurrenten bij overheidsopdrachten en valsheid in geschrifte. In 2015 sloot Janssens hiervoor op basis van de afkoopwet van 2011 een minnelijke schikking af met de correctionele rechtbank van Dendermonde.  De Meulemeester werd verhoord op verdenking van medeplichtigheid - een deel van het fraudegeld zou in haar interieurwinkels zijn geïnvesteerd - maar werd buiten verdenking gesteld. Ook VT4 liet toen weten dat het onderzoek los stond van haar werk, zodat ze gewoon mocht blijven doorwerken.
Na een aanslepende echtscheidingsprocedure kwam er in 2011 een einde aan haar huwelijk met Glenn Janssens.
Nadat het weekblad Story van 2013 tot 2014 een artikelenreeks had gepubliceerd over haar nieuwe voor fraude veroordeelde vriend en haar failliet gegane interieurwinkel in Antwerpen eiste De Meulemeester van hoofdredacteur Frederik De Swaef en uitgeverij Sanoma Media België in 2014 een schadevergoeding van 1,5 miljoen euro wegens schending van de privacy en het mislopen van contracten t.g.v. de negatieve publiciteit.

### Strafrechtelijke veroordelingen
Sinds 2013 komt De Meulemeester regelmatig in het nieuws als slachtoffer van stalking en bedreigingen door de Nederlandse zakenman en frituuruitbater Jacobus 'Koos' Perdaems, een afgewezen vriend die ze een jaar voordien als ambassadrice van de Eccentric-luxebeurs had leren kennen in Knokke. In oktober 2021 werd Perdaems hiervoor door de correctionele rechtbank van Antwerpen veroordeeld tot twee jaar gevangenis met uitstel en een schadevergoeding voor een opzettelijke aanrijding.Volgens Perdaems zou De Meulemeester hem zelf, in opdracht van haar moeder, haar partner Janssens en haar broer Luc, die jarenlang haar woordvoerder en manager was, afgeperst hebben nadat Perdaems haar in 2012 had gevraagd of ze hem met haar connecties in gerechtelijke kringen kon helpen bij de regularisatie van zijn zwart geld.
In het witwasproces werd Ilse De Meulemeester op 28 april 2022 door de correctionele rechtbank van Antwerpen veroordeeld voor schriftvervalsing omdat ze de herkomst van de dure geschenken (goudstaven, Porsches,..) die ze van Perdaems had gekregen, trachtte te verdoezelen door valse brieven en verklaringen. De Meulemeester werd schuldig bevonden maar kreeg geen straf. Op 1 juni 2022 werd De Meulemeester opnieuw veroordeeld, ditmaal door de correctionele rechtbank van Brugge, voor lasterlijke aangifte tegen Perdaems. De Meulemeester werd veroordeeld tot één maand gevangenisstraf en een geldboete, Perdaems kreeg een morele schadevergoeding van één euro.